# Ted Wilde
Ted Wilde (ur. 16 grudnia 1889 w Nowym Jorku, zm. 17 grudnia 1929 w Los Angeles) – amerykański reżyser i scenarzysta filmowy ery kina niemego.
Specjalizował się w realizacji komedii. Wyreżyserował dwa filmy z udziałem popularnego komika Harolda Lloyda; były to: Braciszek (1927) oraz Speedy (1928). Za reżyserię drugiego z nich był w 1929 nominowany do Oscara podczas pierwszej ceremonii wręczenia tych nagród. Wilde zmarł niespełna rok po tym wydarzeniu w wyniku wylewu krwi do mózgu.